# Gayarre (pel·lícula)
Gayarre és una pel·lícula musical espanyola estrenada el 1959, dirigida pel pintor Domingo Viladomat i protagonitzada pel tenor Alfredo Kraus, amb guió del futur escriptor Ignacio Aldecoa.

## Sinopsi
Narra la vida del cantant d'òpera navarrès Julián Gayarre, la seva infantesa difícil a la vall de Roncal, els seus esforços per educar la seva veu i el seu triomf arreu del món.

## Repartiment
- Alfredo Kraus - Julián Gayarre
- Luz Márquez - Luisa
- Antonio Riquelme - Sr Pedro
- Félix Dafauce - Hilarión Eslava
- Manuel Arbó - Pare de Gayarre
- Pastor Serrador - Gaínza
- Lina Huarte - Adelina Patti
- Rafael Bardem - Lampertti
- Teresa del Río - Carmen

## Premis
El 1959 el seu protagonista Alfredo Kraus va rebre el Premi especial cantants lírics atorgat pel Cercle d'Escriptors Cinematogràfics.